# Рада Міністрів Російської імперії

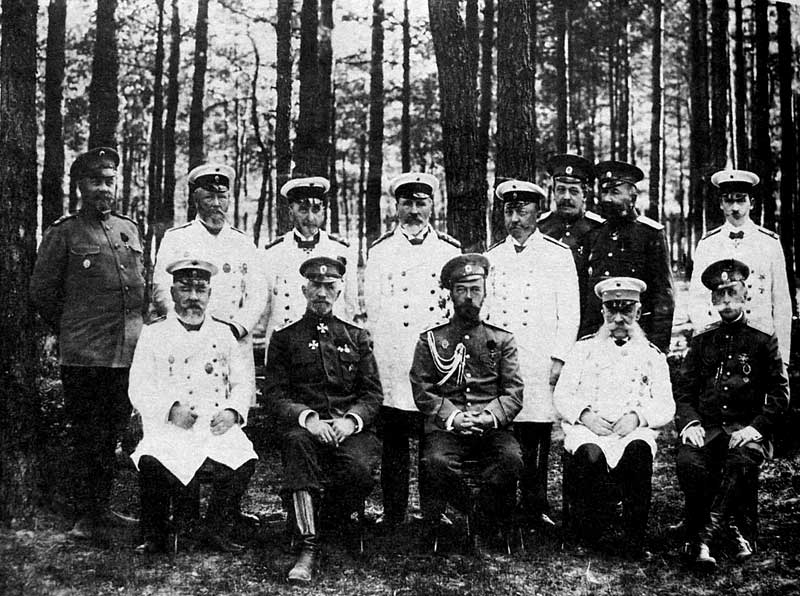
Рада Міністрів Російської імперії у Ставці Верховного Головнокомандувача. Барановичі. 14 червня 1915

Рада Міністрів Російської імперії (рос. Совет министров Российской империи) — вищий орган виконавчої влади, діяльність якого відбувалася в два етапи (осінь 1857—1905, 19 жовтня 1905 — лютий 1917).

## Історія
Створена російським імператором Олександром II для координаційного забезпечення підготовки та проведення реформ 1860-1870-х. До її складу входили міністри та головноуправляючі на правах міністрів, голова Комітету міністрів Російської імперії і Державної ради Російської імперії та інші сановники, яких призначав імператор, котрий очолював її роботу.
До 12 листопада 1861 не отримала законодавчого акта про повноваження і діяла перші 4 роки неофіційно, обговорюючи заходи загальнодержавного значення, а також поточні справи управління державою, що їх пропонував імператор, серед яких — річні звіти міністрів, головноуправляючих та їхні всепідданійші доповіді із пропозиціями галузевих перетворень і реформувань, потреб приймати та відміняти закони. Розглядала висновки комісій, комітетів, установ, які напрацьовували окремі законопроєкти реформаторської діяльності. Частина проєктів одразу схвалювалася імператором Олександром II, інші надходили на доопрацювання у відповідні комітети, комісії, наради.
Після отримання офіційного статусу Рада активно працювала впродовж 2-х років — 1862-1864 — під час підготовки найсуттєвіших реформ. При імператорові Олександрові III Рада Міністрів збиралася двічі та практично припинила свою діяльність.
Відродилася на початку революції 1905-1907 на основі акта від 19 жовтня 1905 рос. «О мерах к укреплению единства в деятельности министерств и главных управлений» для створення проєкту законодавчого виборного органу — Державної думи Російської імперії. Її очолював не імператор, як раніше, а голова РМ (першим був граф Д. Сольський). До її складу ввійшли всі міністри, головноуправляючий землевпорядкуванням і землеробством, обер-прокурор Найсвятішого Синоду і державний контролер. Рада міністрів розглядала справи, які потім надходили на схвалення Державної думи і Державної ради; призначала на головні посади вищого і місцевого управління та звільняла з них, за винятком тих, що належали до відомства імператорського двору і уділів, державної оборони, зовнішньої політики. Із впровадженням Основних законів (1906) Рада набула деяких повноважень уряду, відповідального перед імператором, який продовжував призначати голову та міністрів. Голова РМ мав право вимагати від усіх головних начальників будь-які відомості й пояснення, а ті — подавати пропозиції із законодавства та управління для підготовки імператору всепідданійшої доповіді. Відносну самостійність отримали військовий і морський міністри, закордонних справ та міністр двору, що виносили на обговорення в Раду Міністрів лише окремі питання за власною ініціативою. Державний контролер підлягав Раді з адміністративних питань.
Між 1-ю та 2-ю Державною думами Російської імперії вона виконувала законодорадчі функції, коли було обговорено близько 60-ти законопроєктів. Після ліквідації 23 квітня 1906 Комітету міністрів Російської імперії його повноваження перейшли до Ради Міністрів, зокрема керівництво підготовкою державного бюджету, кредитування міністерств. Засідання Ради Міністрів відбувалися регулярно 2—3 рази на тиждень.
За посадові злочини члени Ради підлягали цивільній і карній відповідальності. Вона конфліктувала з Державною думою і сприяла її розпускам. У 1907-1917 склався стабільний механізм взаємодії імператора, Ради Міністрів і Державної думи. Багато з підготовлених нею законодавчих актів, схвалених імператором, стосувалися безпосередньо українських губерній. Зокрема, її положенням від 10 березня 1906 створювалися землевпорядні комісії для переселення українців до Сибіру.
Рада Міністрів мала постійну канцелярію з 4-х відділень на чолі з управляючими справами (барон Е. Нольде, Н. Вуїч, М. Плеве та ін.); 1909 додалися ще 2 для з'ясування фінських справ. Рішення Ради Міністрів оформлялися у вигляді рос. «Особых журналов», що їх підписували всі міністри і схвалював імператор. Із початком Першої світової війни вона отримала особливі повноваження: на час відсутності в столиці імператора Миколи II приймати самостійно важливі рішення.
Раду Міністрів ліквідовано після Лютневої революції 1917, і на основі її канцелярії створено канцелярію Тимчасового уряду.